# Bengaalse spoorkoekoek
De Bengaalse spoorkoekoek (Centropus bengalensis) is een koekoek met een grote verspreiding in het Oriëntaals gebied. Net als de andere spoorkoekoeken is deze soort geen broedparasiet, maar bouwt zelf een nest en broedt de eigen eieren uit.

## Beschrijving
De Bengaalse spoorkoekoek is een middelgrote koekoek. Deze soort wordt inclusief staart 33 centimeter. De vleugels zijn kastanjebruin. De buik is zwart met een blauwe metaalglans. De snavel en de poten zijn zwart en de ogen rood. De Bengaalse spoorkoekoek lijkt sterk op de Chinese spoorkoekoek die in hetzelfde gebied voorkomt, maar de Chinese spoorkoekoek is groter (53 cm). De Bengaalse spoorkoekoek heeft buiten de broedtijd een geheel gespikkeld verenkleed net als de onvolwassen vogels.

## Verspreiding en leefgebied
De Bengaalse spoorkoekoek komt voor op het Indisch subcontinent en Zuidoost-Azië van Bangladesh tot in Zuid-China en Indochina en het schiereiland Malakka, Sumatra, Borneo, Java en de Filipijnen.
De soort telt 6 ondersoorten:
- C. b. bengalensis: van India en Nepal tot Myanmar, Thailand en Indochina.
- C. b. lignator: zuidelijk en zuidoostelijk China, Hainan en Taiwan.
- C. b. javanensis: van Malakka tot Sumatra, Java, Borneo, Palawan en de Sulu-eilanden.
- C. b. philippinensis: de Filipijnen (behalve Palawan en de Sulu-eilanden).
- C. b. sarasinorum: Celebes en de Kleine Soenda-eilanden.
- C. b. medius: de Molukken.

Het is een algemene vogel van gebieden met moerasbos, grasland en struikgewas, secondair bos tot op een hoogte van 1800 m boven de zeespiegel. Op Borneo is het de meest algemene soort spoorkoekoek.

## Status
De Bengaalse spoorkoekoek heeft een enorm groot verspreidingsgebied en daardoor alleen al is de kans op uitsterven uiterst gering. De grootte van de populatie is niet gekwantificeerd. Er zijn aanwijzingen dat de vogel in aantal toeneemt, daarom staat deze spoorkoekoek als niet bedreigd op de Rode Lijst van de IUCN.
- Video van de Bengaalse spoorkoekoek